# Vannes Olympique Club
Vannes Olympique Club (em bretão, Klub Olimpek Gwened) é um clube de futebol da França localizado em Vannes, na região da Bretanha. Foi fundado em 1998 após a fusão entre Véloce Vannetais (fundado em 1911), FC Vannes (1991) e UCK Vannes (1946).
A equipe disputa atualmente o Championnat National 2, a quarta divisão do futebol francês. Na temporada 2008–09, surpreendeu ao chegar à decisão da Copa da Liga Francesa depois de eliminar Dijon, Amiens, Valenciennes, Metz e Nice (os 2 últimos nos pênaltis), mas foi derrotado pelo Bordeaux por 4 a 0.
Chegou a ser declarado falido em 2014 e foi realocado para a Division D´Honneur da Bretanha após decisão da Federação Francesa de Futebol.
O clube manda seus jogos no Stade de la Rabine, com capacidade para receber 9.500 torcedores.

## Títulos
- Championnat National: 2007–08
- Championnat de France Amateur:  2003–04